# Thịt dê

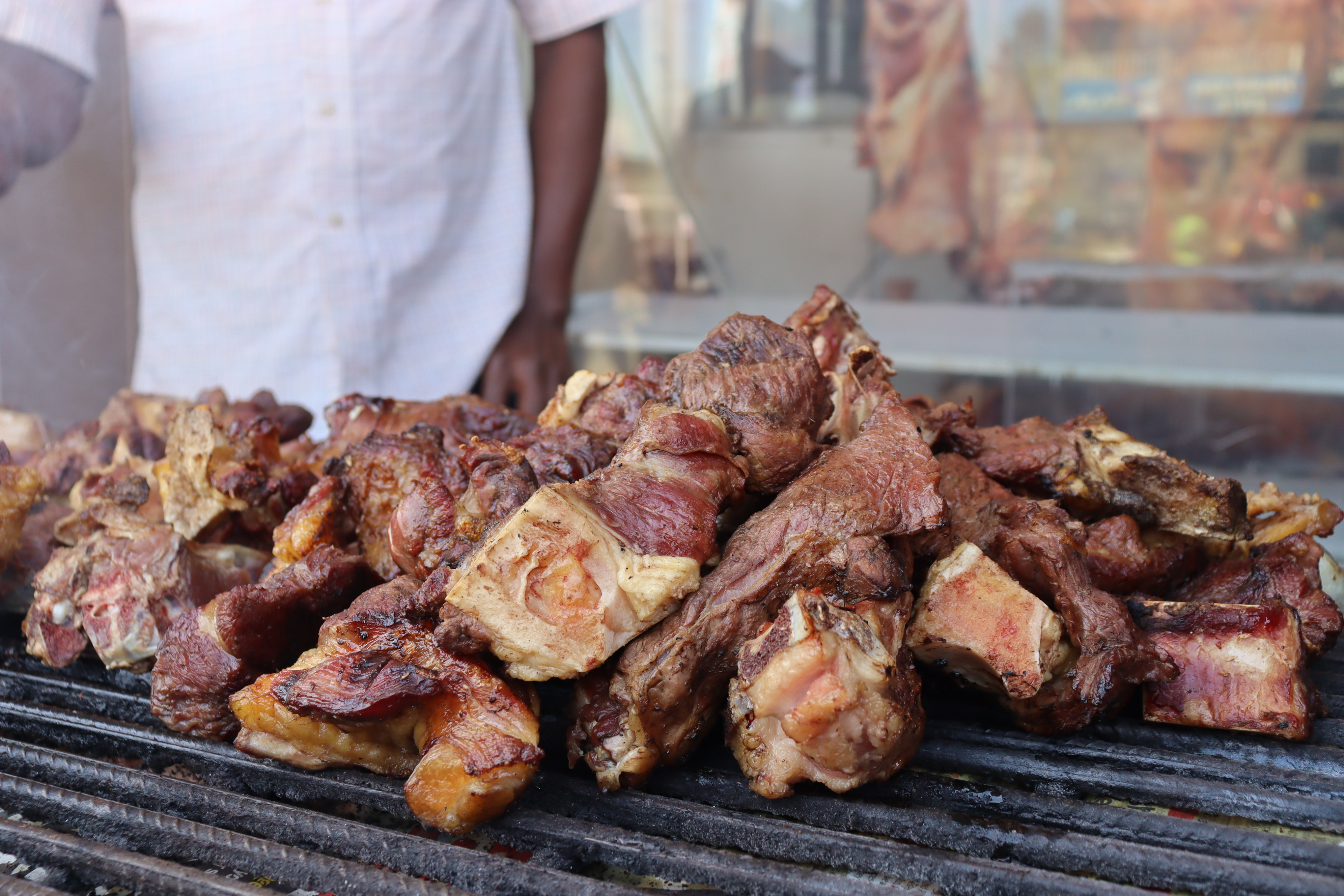
Thịt dê nướng BBQ ở Kenya

Thịt dê là loại thịt thực phẩm từ loài dê nhà, đây là nguồn cung cấp thực phẩm quan trọng và phổ biến ở một số đất nước như Bangladesh, Nepal, Sri Lanka, Pakistan, Ấn Độ và một số vùng ở Việt Nam (với món đặc sản là Dê núi Ninh Bình), thịt dê được cho là một loại thực phẩm bổ dưỡng và có công dụng trong việc tăng cường khả năng sinh lý.

## Thành phần

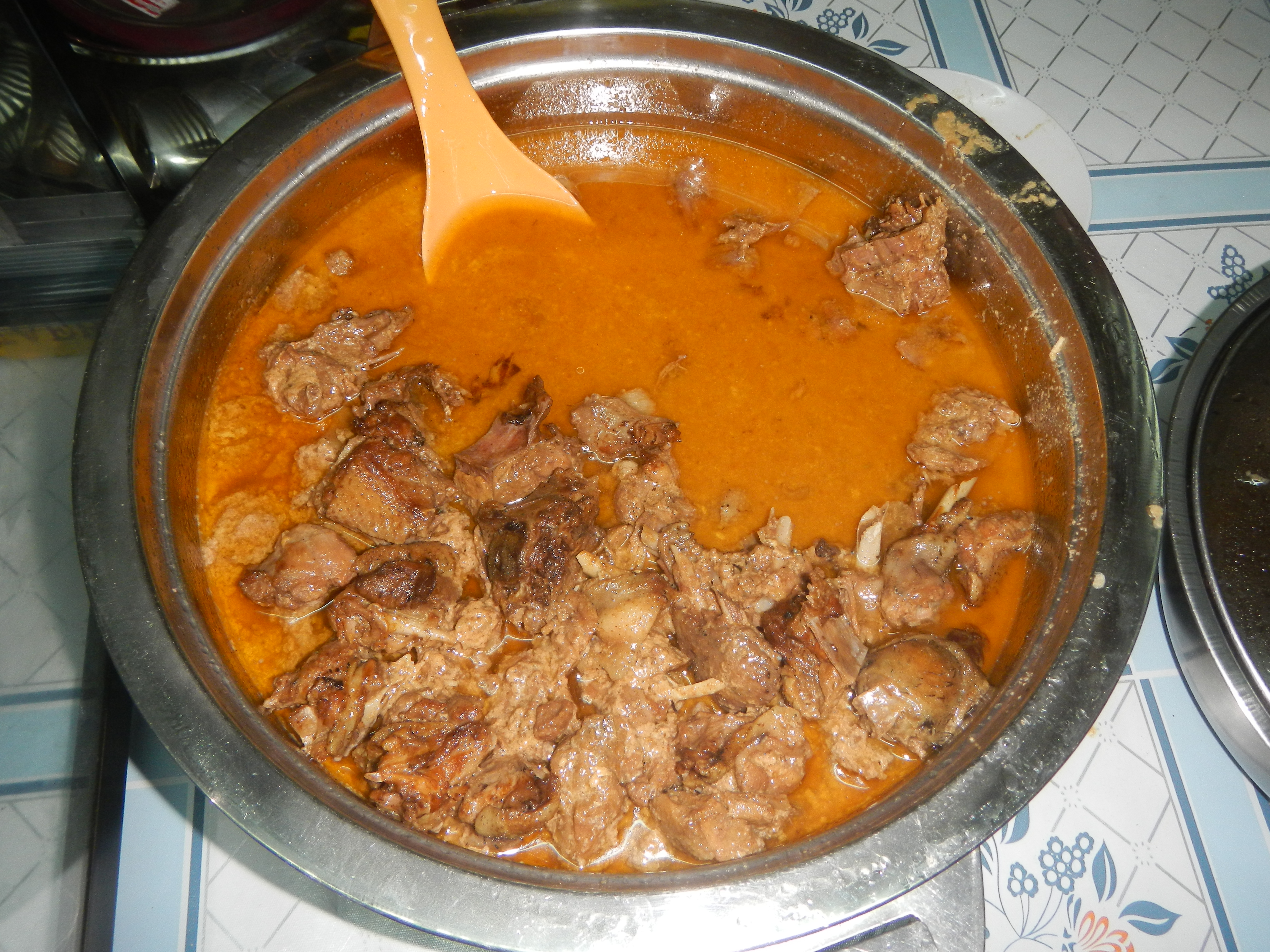
Cà ri dê

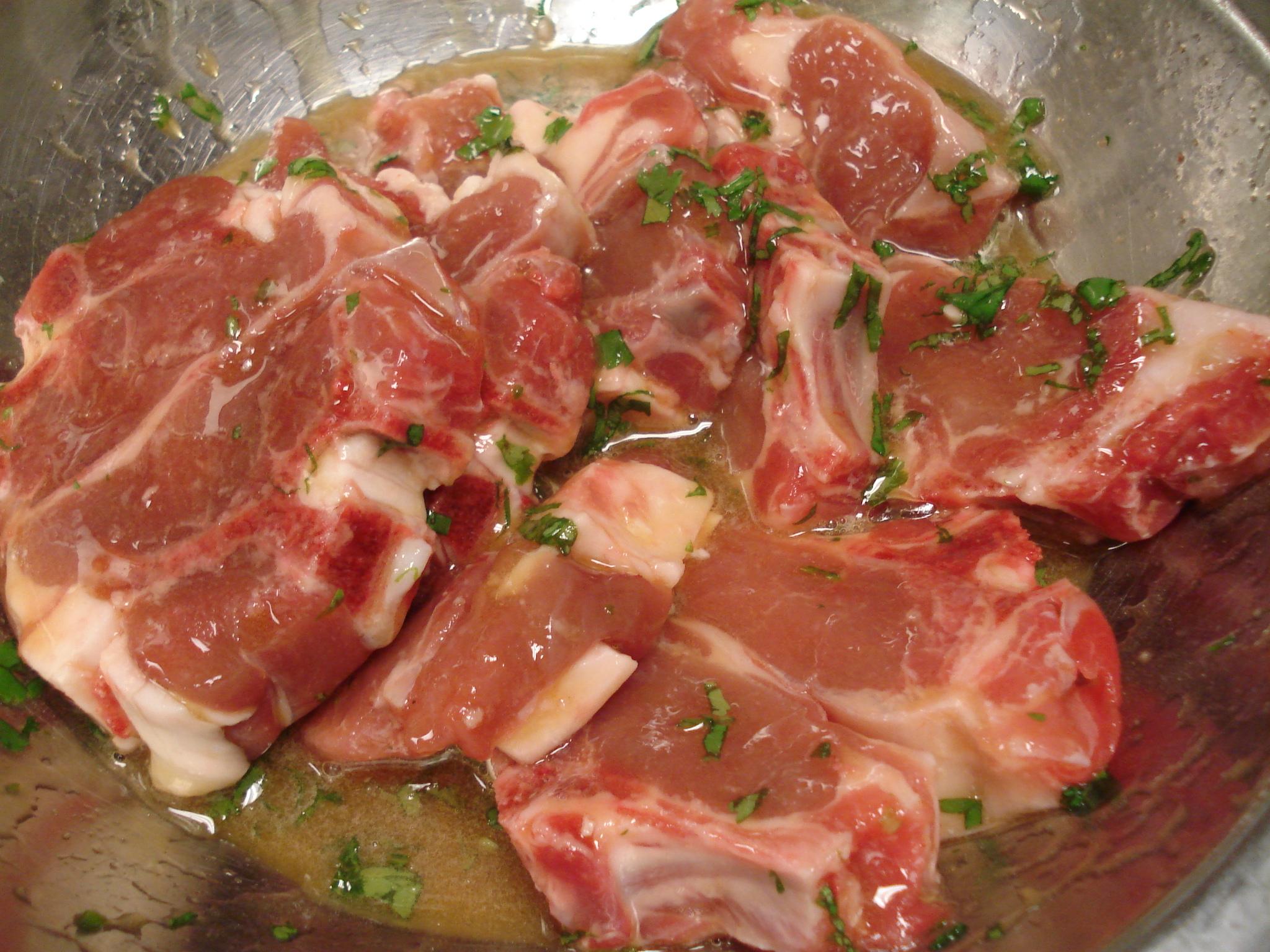
Thịt dê xào lăn

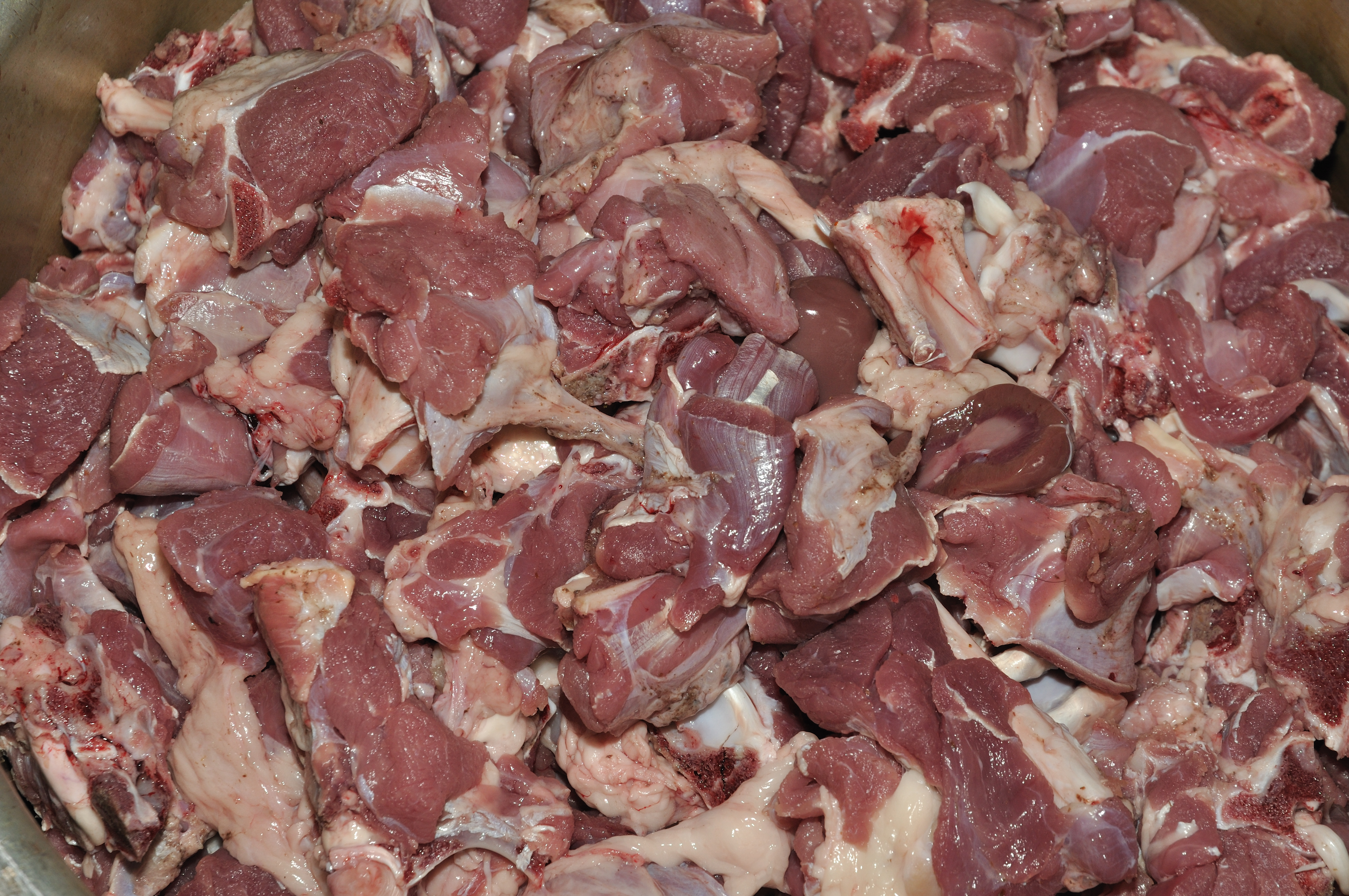
Thịt dê tươi sống

Theo phân tích, thịt dê (dương nhục) có vị ngọt, tính nóng. Trong 100g thịt dê có chứa thành phần gồm:
- Nước: 65,7 g
- Protein: 19 g (có 17,5% protit)
- Chất béo: 14,1 (40% lipid)
- Cholesterol: 92 mg
- Vitamin A: 22 mcg,
- Retinol: 22 mg,
- Thiamin: 0,05 mg,
- Riboflavin: 0,14 mg,
- Niacin: 4,5 mg,
- Vitamin E: 0,26 mg.
- Chất khoáng vi lượng calci: 6 mg,
- Phosphor: 146 mg
- Kali: 232 mg
- Natri: 80,6 mg
- Magiê: 20 mg
- Sắt: 2,3 mg
- Kẽm: 3,22 mg
- Selen: 32,2mcg
- Đồng: 0,75 mg
- Mangan: 0,02 mg
- Cung cấp năng lượng: 203 kcal.

## Tác dụng

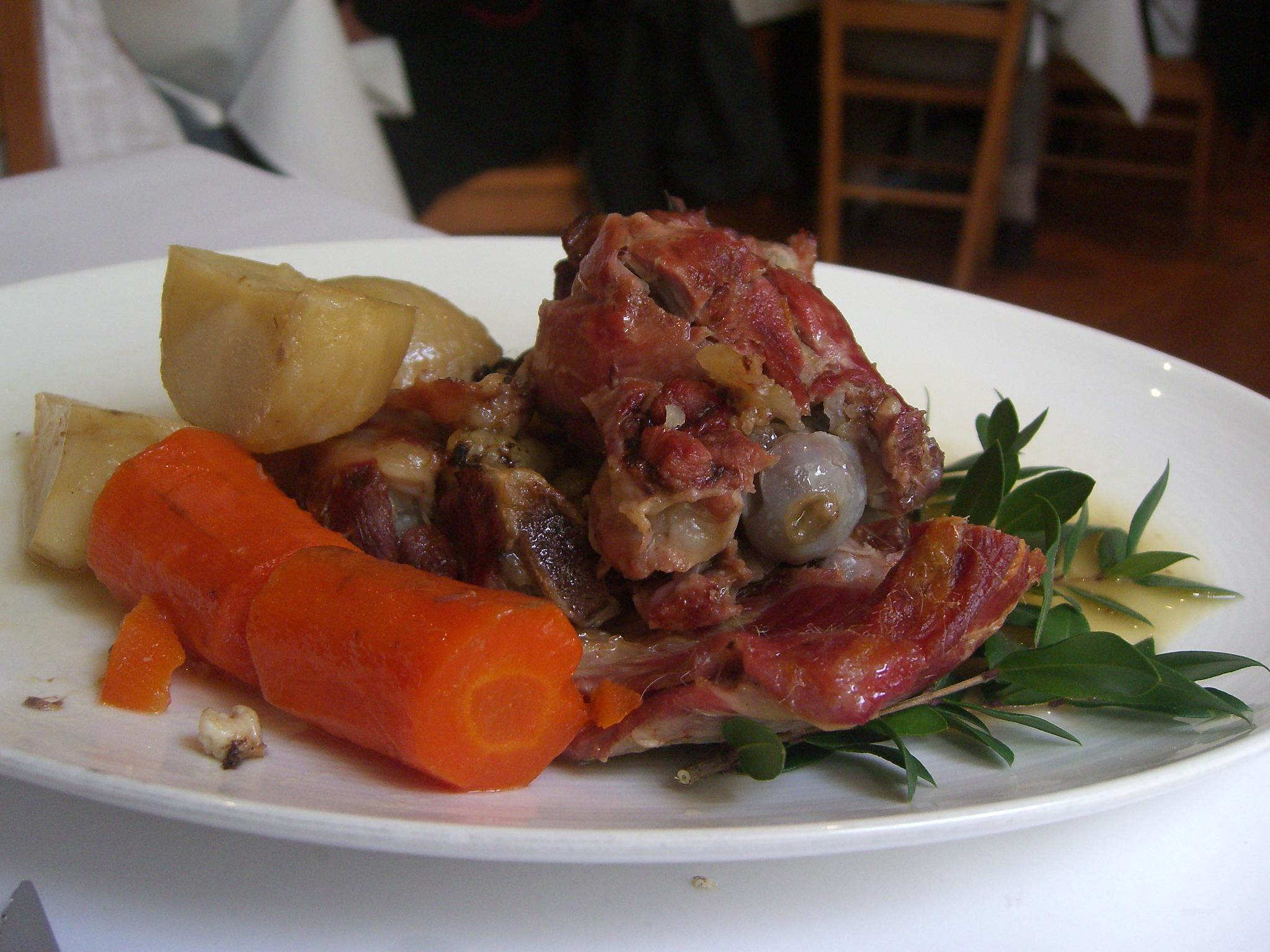
Thịt dê quay

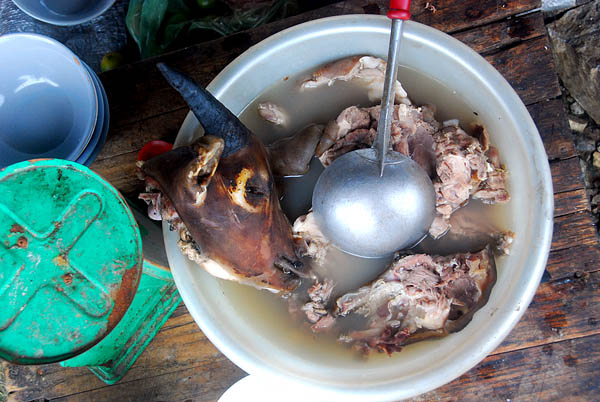
Đầu dê luộc của người Hmong

Thịt dê có mùi vị thơm ngon, có tác dụng bổ dưỡng, giữ ấm rất tốt, rất thích hợp ăn trong mùa lạnh. Nhìn chung, thịt dê có tác dụng thúc đẩy lưu thông máu, tăng thân nhiệt, có ích trong chữa trị bệnh lao, viêm phế quản, hen suyễn. Các món ăn bổ dưỡng dễ chế biến như cháo, thịt dê hầm tỏi, thịt dê hầm cà rốt, hầm rượu vang...Theo đông y, thịt dê là một loại thực phẩm bổ dưỡng, giúp chữa được nhiều chứng bệnh.
Thịt dê không độc, có tác dụng trợ dương, bổ huyết, chữa lao phổi, người gầy yếu. Nếu ăn liên tục 30 - 40g/ngày các món ăn chế biến từ thịt dê, có thể khỏi gầy yếu, đau lưng, dương sự kém, khí huyết hư tổn, ra nhiều mồ hôi. Đặc biệt, rất tốt cho phụ nữ gầy yếu, ít sữa sau khi sinh nở. thịt dê còn có tác dụng thúc đẩy lưu thông máu, tăng thân nhiệt, làm tăng các enzym giúp tiêu hóa thức ăn. Chứa nhiều chất dinh dưỡng phong phú nên thịt dê có ích trong việc chữa trị một số các bệnh làm suy giảm sinh lực của cơ thể như: lao, viêm phế quản, hen suyễn....
Thịt dê bổ cho khả năng sinh lý, do dê đực là con vật có khả năng giao phối nhiều lần trong ngày, thế nên dân gian quan niệm dê là loại thức ăn tăng cường sức khoẻ; đặc biệt là khả năng tình dục:

Tái dê chấm với tương Bần
Ăn vào một miếng bần bần như dê
Đêm về vợ lại tỉ tê
Tối mai ta lại tái dê tương bần!?
Hay:
Tái dê chấm với tương gừng
Ăn vào cứ thấy phừng phừng như dê.
Hầu như tất cả bộ phận của dê đều có thể sử dụng để làm thuốc: Dái dê (ngọc dương) và thận dê có tính bổ dương. Cao dê chữa bệnh đau lưng, tiết dê pha rượu giúp bổ huyết, chữa đau đầu, choáng váng. Trong dân gian, món ăn bồi bổ từ thịt dê có tác dụng chữa trị các chứng bệnh đau lưng mỏi gối, bổ thận tráng dương, ít tinh trùng, hoa mắt ù tai, lưng gối yếu, yếu sinh lý.
Tinh hoàn dê (ngọc dương) có tác dụng trị thận suy, liệt dương, hoạt tinh. Dạ dày dê chữa gầy yếu, tiêu hoá kém, buồn nôn sau bữa ăn. Gan dê có thể điều trị những trường hợp mờ mắt sau khi ốm. Tiết dê pha với rượu trắng 40 độ chữa bổ huyết, đau đầu, chóng mặt, đau lưng. Các món ăn chế biến từ cật dê có tác dụng trị suy nhược, lãng tai, đổ mồ hôi. Cao dê toàn tính làm thuốc bổ.

## Đặc sản

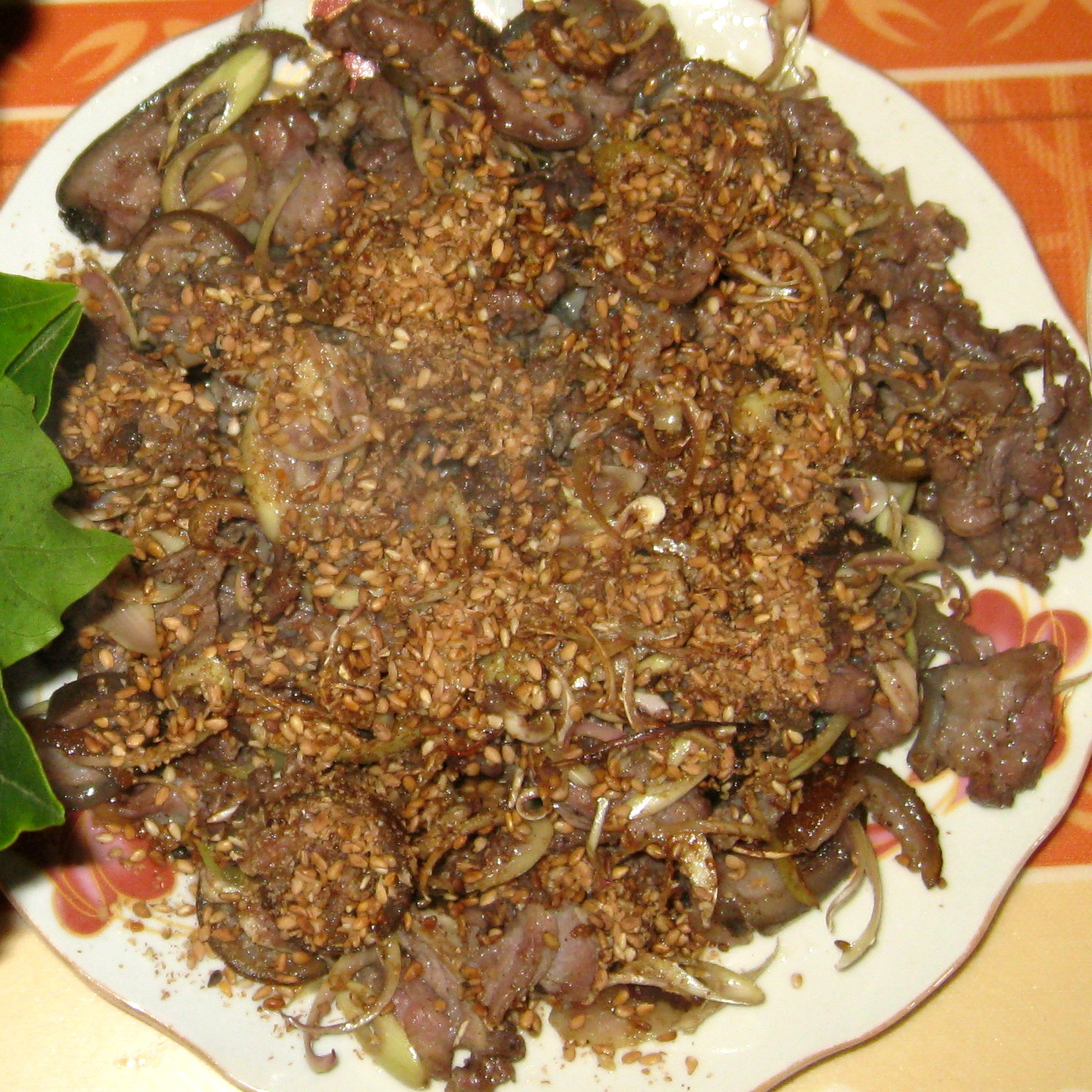
Một đĩa tái dê ở Ninh Bình

Dê núi bắt về được đuổi và đánh cho thoát mùi hôi sau đó làm lông, thui vàng, mổ ra ướp với lá hương nhu hoặc lá cúc tần hơn chục phút, rồi lọc lấy thịt (để cả da) đem chế biến thành các món ăn.

Tái dê: thịt dê nhúng vào nước sôi cho chín tái, sau đó thái nhỏ, mỏng đều. Lấy vừng đã rang giã dập, sả thái nhỏ, lá chanh, gừng, ớt tươi thái nhỏ, nước chanh, bột ngọt đổ vào thịt dê tái đã thái, tất cả trộn đều là thành tái dê. Ăn tái dê phải kèm theo lá sung, chuối xanh, khế, lá mơ và không thể thiếu tương gừng để chấm. Thông thường có ba loại tái dê. 
- Tái nhúng là cách thịt dê thái mỏng thành lát rồi nhúng vào nước đang sôi. Ăn theo cách này thì thịt dê được dai hơn.
- Tái lăn là cách thịt dê thái mỏng rồi lăn qua chảo mỡ nóng. Loại tái này khi ăn có vị thơm và bùi béo.
- Tái vừng: thịt dê thái mỏng lăn qua chảo mỡ nóng như cách làm trên, sau đó đưa ra bóp trộn kỹ với vừng hoặc lạc rang tán nhỏ cùng một số gia vị khác.

Điều giống nhau là khi ăn cả ba món đều phải dùng tới nước chấm. Nước chấm phổ biến nhất là tương Bần (Hưng Yên). Người ta cho rằng chỉ có loại tương bần ấy mới "xứng" với tái dê Ninh Bình. Ngoài ra, khi thưởng thức món tái dê, thực khách có thể ăn kèm một số gia vị như ớt, tỏi, sả, rau thơm... tùy theo khẩu vị từng người. Thông thường tại các nhà hàng, người ta gói tái dê trong lá sung hoặc bánh đa tráng mỏng, chấm nước mắm ngọt, nên ăn vừa có vị bùi, vị chát, vừa thơm, ngọt.

Tiết canh dê: có thể chọn uống tiết dê tươi bằng cách hứng tiết chảy uống khi tiết hãy còn nóng hổi hoặc là chế biến món tiết canh dê truyền thống. Khi làm món này, ngoài tiết dê còn có các thành phần phụ băm nhỏ như lòng, sụn, thịt bì, lạc rang và các gia vị khác như hạt tiêu, lá chanh, rau thơm...

Các món ăn khác từ thịt dê: dê nướng, lườn dê xào lăn, dê tái chanh, dê hấp sả, dê xào sa tế, dê xào thập cẩm, ngọc dương xào xả ớt, dê bóp thấu, dê hấp cách thủy, dê hầm rượu vang, dê nướng xá xíu Trung Hoa, sườn dê tẩm mật ong quạt than hồng, lẩu dê ngàn dặm, cháo Ngọc dương, dê xào rượu XO, óc dê chiên bột, lẩu dê khô, dê cuộn phô-mai, ngọc dương hầm thuốc bắc, thịt dê hầm phụ tử, sườn dê nướng ngũ vị, canh hạ nguyên, cà ri dê, chả dê ba lớp, dê nướng ngũ vị hương, vú dê nướng, dê nướng mọi, né mọi, dê con quay, rượu huyết dê, chân móng dê hầm thuốc…

## Khuyến cáo

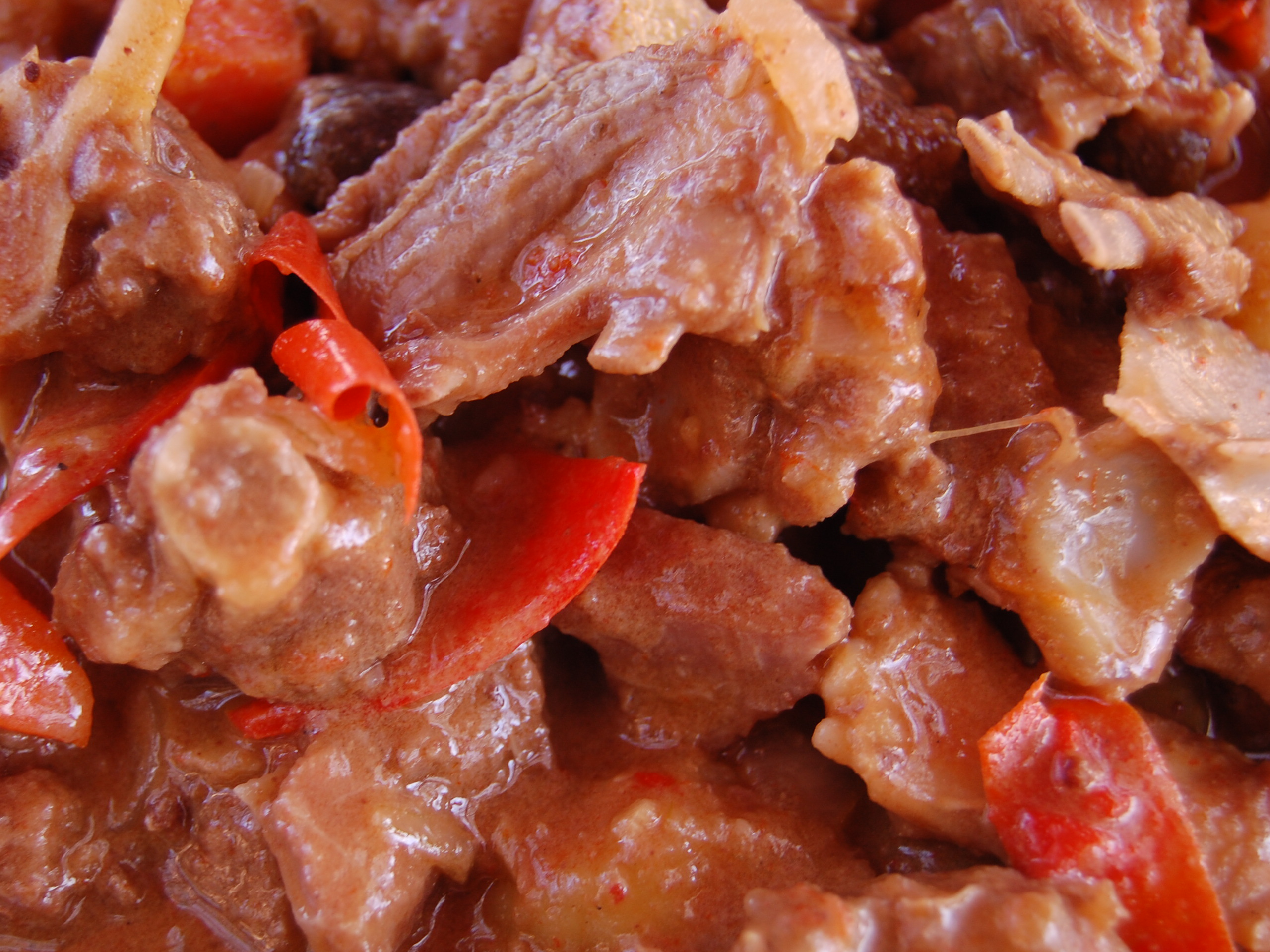
Thịt dê tươi

Có ý kiến cho rằng thịt dê có tác dụng tăng cường sức khoẻ tình dục cũng đơn thuần vì nó chứa nhiều chất đạm như các loại thịt khác. Những tác dụng mang lại của nó có thể xuất phát từ nguyên nhân tâm lý. Hàm lượng đạm, mỡ của thịt dê cao nên không phải ai cũng có thể ăn. Một số người bị rối loạn chuyển hoá lipid khi ăn phải cẩn thận. Không nên ăn nhiều trong một bữa và nhiều bữa trong một tháng. Người có bệnh cao huyết áp cũng không nên ăn nhiều.
Ngoài ra có một số khuyến cáo khác khi sử dụng thịt dê như thịt dê khi ăn cần phải chú ý đến tình trạng cơ thể nếu không sẽ gây tác dụng ngược, cụ thể là:
- Một số bệnh kỵ thịt dê như chứng lở mồm long móng, loét lưỡi, đau mắt đỏ, miệng đắng, bực bội, yết hầu đau khô, đau nhức sưng chân răng hoặc người bị đau bụng đi ngoài.
- Không nên ăn cùng với dấm
- Kỵ ăn cùng với dưa hấu
- Kỵ uống trà sau khi ăn thịt dê vì dễ gây ra táo bón
- Không nên ăn cùng với bí đỏ do hai loại này đều có tính nóng, khi hấp, nấu thịt dê cũng không nên cho nhiều thực phẩm điều vị và tính nóng như ớt cay, hạt tiêu, gừng, đinh hương, hồi hương...
- Lưu ý đến vấn đề vệ sinh an toàn thực phẩm, thịt bẩn, Tại Thành phố Hồ Chí Minh đã có trường hợp phát hiệu 93 kg thịt dê đã bốc mùi hôi thối được vận chuyển để tiêu thụ.[7]